# إف. ستيوارت ويلكينز
إف. ستيوارت ويلكينز (بالإنجليزية: F. Stuart Wilkins)‏ هو لاعب كرة قدم أمريكية أمريكي، ولد في 25 فبراير 1928 في كانتون في الولايات المتحدة، وتوفي في 29 مارس 2011.